# Joseph Salaün
Joseph Marie Salaün, né le 20 janvier 1896 à Plonéis (Finistère) et mort en déportation le 17 décembre 1944 à Brême (Allemagne) était un résistant français.

## Hommages
- Il y a une rue Joseph Salaün à Plonéis[1]